# Corrado Bernicchi
Corrado Bernicchi (Città di Castello, 1º gennaio 1926 – Città di Castello, 7 luglio 2001) è stato un calciatore e allenatore di calcio italiano, di ruolo centrocampista.

## Carriera

### Calciatore
In carriera ha disputato complessivamente 120 incontri di Serie A con 11 reti all'attivo, con le maglie di Bologna e Sampdoria, e 46 incontri con 4 reti in Serie B con Pistoiese e Parma. Passa poi al Colleferro e chiude la carriera nel Città di Castello, ricoprendo anche il ruolo di allenatore nel 1962 dopo l'esonero di Mario Perazzolo.

### Allenatore
Dopo la chiusura della carriera è stato tecnico federale (allenando la Nazionale universitaria e la rappresentativa della Lega Dilettanti dell'Umbria), preparatore atletico della Sampdoria di Fulvio Bernardini e osservatore per la Nazionale italiana.
Dopo la sua scomparsa, avvenuta nel 2001 all'età di 75 anni, gli è stato intitolato lo stadio di Città di Castello.

## Statistiche

### Presenze e reti nei club
| Stagione          | Squadra           | Campionato        | Campionato | Campionato | Coppe nazionali | Coppe nazionali | Coppe nazionali | Coppe continentali | Coppe continentali | Coppe continentali | Spareggi | Spareggi | Spareggi | Totale | Totale |
| Stagione          | Squadra           | Comp              | Pres       | Reti       | Comp            | Pres            | Reti            | Comp               | Pres               | Reti               | Comp     | Pres     | Reti     | Pres   | Reti   |
| ----------------- | ----------------- | ----------------- | ---------- | ---------- | --------------- | --------------- | --------------- | ------------------ | ------------------ | ------------------ | -------- | -------- | -------- | ------ | ------ |
| 1940-1941         | Tiferno           | C                 | 9          | 0          | -               | -               | -               | -                  | -                  | -                  | -        | -        | -        | 9      | 0      |
| 1942-1943         | Molfetta          | C                 | 18         | 2          | -               | -               | -               | -                  | -                  | -                  | -        | -        | -        | 18     | 2      |
| 1945-1946         | Bologna           | A                 | 4          | 1          | -               | -               | -               | -                  | -                  | -                  | -        | -        | -        | 4      | 1      |
| 1946-1947         | Bologna           | A                 | 5          | 0          | -               | -               | -               | -                  | -                  | -                  | -        | -        | -        | 5      | 0      |
| 1947-1948         | Pistoiese         | B                 | 17         | 1          | -               | -               | -               | -                  | -                  | -                  | -        | -        | -        | 17     | 1      |
| 1948-1949         | Bologna           | A                 | 33         | 4          | -               | -               | -               | -                  | -                  | -                  | -        | -        | -        | 33     | 4      |
| 1949-1950         | Bologna           | A                 | 28         | 2          | -               | -               | -               | -                  | -                  | -                  | -        | -        | -        | 28     | 2      |
| 1950-1951         | Bologna           | A                 | 24         | 2          | -               | -               | -               | -                  | -                  | -                  | -        | -        | -        | 24     | 2      |
| 1951-1952         | Bologna           | A                 | 16         | 3          | -               | -               | -               | -                  | -                  | -                  | -        | -        | -        | 16     | 3      |
| Totale Bologna    | Totale Bologna    | Totale Bologna    | 110        | 12         | -               | -               | -               | -                  | -                  | -                  | -        | -        | -        | 110    | 12     |
| 1952-1953         | Sampdoria         | A                 | 10         | 0          | -               | -               | -               | -                  | -                  | -                  | -        | -        | -        | 10     | 0      |
| 1953-1954         | Sampdoria         | A                 | 0          | 0          | -               | -               | -               | -                  | -                  | -                  | -        | -        | -        | 0      | 0      |
| 1954-1955         | Sampdoria         | A                 | 4          | 0          | -               | -               | -               | -                  | -                  | -                  | -        | -        | -        | 4      | 0      |
| Totale Sampdoria  | Totale Sampdoria  | Totale Sampdoria  | 14         | 0          | -               | -               | -               | -                  | -                  | -                  | -        | -        | -        | 14     | 0      |
| 1955-1956         | Parma             | B                 | 29         | 3          | -               | -               | -               | -                  | -                  | -                  | -        | -        | -        | 29     | 3      |
| 1956-1957         | Colleferro        | IV                | 23         | 5          | -               | -               | -               | -                  | -                  | -                  | -        | -        | -        | 23     | 5      |
| 1957-1958         | Colleferro        | IV                | 27         | 0          | -               | -               | -               | -                  | -                  | -                  | -        | -        | -        | 27     | 0      |
| 1958-1959         | Colleferro        | IV                | 30         | 0          | -               | -               | -               | -                  | -                  | -                  | -        | -        | -        | 30     | 0      |
| 1959-1960         | Colleferro        | D                 | 8+         | 0+         | -               | -               | -               | -                  | -                  | -                  | -        | -        | -        | 10+    | 0+     |
| Totale Colleferro | Totale Colleferro | Totale Colleferro | 88+        | 5+         | -               | -               | -               | -                  | -                  | -                  | -        | -        | -        | 90+    | 5+     |
| Totale carriera   | Totale carriera   | Totale carriera   | 256+       | 20+        | -               | -               | -               | -                  | -                  | -                  | -        | -        | -        | 258+   | 20+    |

## Palmarès

### Giocatore

#### Competizioni nazionali
- Coppa Alta Italia: 1

Bologna: 1945-1946